# Iraota rochaea
Iraota rochaea är en fjärilsart som beskrevs av Thomas Horsfield. Iraota rochaea ingår i släktet Iraota och familjen juvelvingar. Inga underarter finns listade i Catalogue of Life.